# Simpang Kanan
Simpang Kanan (indonez. Kecamatan Simpang Kanan) – kecamatan w kabupatenie Aceh Singkil w okręgu specjalnym Aceh w Indonezji.
Kecamatan ten znajduje się w północnej części Sumatry i składa się z dwóch części. Większa część północna graniczy od zachodu z kecamatanem Kota Baharu, od północy z kecamatanem Suro, od wschodu z prowincją Sumatry Północnej, a od południa z kecamatanami Danau Paris i Gunung Meriah. Ten ostatni ma wewnątrz Simpang Kanan swoją eksklawę. Mniejsza część południowa Simpang Kanan graniczy z kecamatanami: od zachodu i północy z Gunung Meriah, a od wschodu i południa z Singkil Utara.
W 2019 roku kecamatan ten zamieszkiwało 13 386 osób. Mężczyzn było 6744, a kobiet 6642. W 2010 roku 9195 osób wyznawało islam, a 3510 chrześcijaństwo.
Znajdują się tutaj miejscowości: Cibubukan, Guha, Kain Golong, Kuta Batu, Kuta Karangan, Kuta Tinggi, Lae Gambir, Lae Gecih, Lae Nipe, Lae Riman, Lipat Kajang, Lipat Kajang Atas, Pakiraman, Pandan Sari, Pangi, Pertabas, Serasah, Siatas, Silatong, Sododadi, Sukarejo, Tanjung Mas, Tugan, Tuh Tuhan, Ujung Limus.